# Copa Federación de Santa Fe 2011-12
La Copa Federación 2011-12 fue la sexta edición de esa competición oficial, organizada por la Federación Santafesina de Fútbol, en la que participan equipos representantes de las 19 ligas afiliadas a dicha federación.
Consagró campeón al Club Atlético Americano Mutual y Social de Carlos Pellegrini, club afiliado a la Liga Departamental de Fútbol San Martín, que logró de esta manera su segundo título.

## Sistema de disputa
Los 14 equipos participantes se dividieron en cuatro grupos, dos conformados por cuatro equipos y otros dos conformados por tres equipos. Dentro de cada grupo se enfrentaron dos veces entre sí, por el sistema de todos contra todos. Según el resultado de cada partido se otorgaron tres puntos al ganador, un punto a cada equipo en caso de empate y ninguno al perdedor. 
Pasaron a la siguiente ronda el equipo mejor clasificado de cada grupo. En la fase final, los cuatro equipos clasificados disputaron una serie de eliminatorias a ida y vuelta, compuestas por semifinales y final, para consagrar al campeón. Si una serie finalizó empatada en el global, se definió por penales.
|                             |                             | Equipos que entran en esta fase       | Equipos que provienen de la fase anterior               |
| --------------------------- | --------------------------- | ------------------------------------- | ------------------------------------------------------- |
| Fase de grupos (14 equipos) | Fase de grupos (14 equipos) | - 14 equipos de las ligas regionales. |                                                         |
| Fase final (4 equipos)      | Fase final (4 equipos)      |                                       | - 4 equipos clasificados primeros de la fase de grupos. |

## Equipos participantes
| Liga                                             | Equipo                           | Ciudad                               | Departamento            |
| ------------------------------------------------ | -------------------------------- | ------------------------------------ | ----------------------- |
| Asociación Rosarina de Fútbol Sin equipos        |                                  |                                      |                         |
| Liga Cañadense de Fútbol Sin equipos             |                                  |                                      |                         |
| Liga Casildense de Fútbol Sin equipos            |                                  |                                      |                         |
| Liga de Fútbol Regional del Sud 1 equipo         | San Lorenzo                      | Villa Constitución                   | Constitución            |
| Liga Departamental de Fútbol San Martín 1 equipo | Americano                        | Carlos Pellegrini                    | San Martín              |
| Liga Deportiva del Sur 2 equipos                 | Estrella del Sur Sportivo Bombal | Acebal Bombal                        | Rosario Constitución    |
| Liga Esperancina de Fútbol Sin equipos           |                                  |                                      |                         |
| Liga Galvense de Fútbol 2 equipos                | Atlético Belgrano Irigoyense     | Colonia Belgrano Pueblo Irigoyen     | San Martín San Jerónimo |
| Liga Interprovincial de Fútbol Sin equipos       |                                  |                                      |                         |
| Liga Ocampense de Fútbol 2 equipos               | Ex Alumnos Ocampo Fábrica        | San Antonio de Obligado Villa Ocampo | General Obligado        |
| Liga Rafaelina de Fútbol Sin equipos             |                                  |                                      |                         |
| Liga Reconquistense de Fútbol Sin equipos        |                                  |                                      |                         |
| Liga Regional Ceresina de Fútbol 2 equipos       | Central Olímpico Ferro Dho       | Ceres San Cristóbal                  | San Cristóbal           |
| Liga Regional Paivense de Fútbol Sin equipos     |                                  |                                      |                         |
| Liga Regional Sanlorencina de Fútbol 2 equipos   | General San Martín Timbuense     | Puerto General San Martín Timbúes    | San Lorenzo             |
| Liga Regional Totorense de Fútbol Sin equipos    |                                  |                                      |                         |
| Liga Santafesina de Fútbol 1 equipo              | Defensores de Peñaloza           | Santa Fe                             | La Capital              |
| Liga Venadense de Fútbol Sin equipos             |                                  |                                      |                         |
| Liga Verense de Fútbol 1 equipo                  | Sarmiento Margarita              | Margarita                            | Vera                    |

## Fase de grupos

### Zona A
| Equipo                        | Pts. | PJ | PG | PE | PP | GF | GC | DG |
| ----------------------------- | ---- | -- | -- | -- | -- | -- | -- | -- |
| Ocampo Fábrica                | 6    | 4  | 1  | 3  | 0  | 7  | 5  | 2  |
| Ex Alumnos (S.A. de Obligado) | 5    | 4  | 1  | 2  | 1  | 5  | 7  | -2 |
| Sarmiento Margarita           | 4    | 4  | 1  | 1  | 2  | 8  | 8  | 0  |

| \| Fecha \| Lugar \| Local \| Resultado \| Visitante \| \| --------------- \| ---------------- \| ----------------------------- \| --------- \| ----------------------------- \| \| 27 de noviembre \| Villa Ocampo \| Ocampo Fábrica \| 1:1 \| Ex Alumnos (S.A. de Obligado) \| \| 4 de diciembre \| S.A. de Obligado \| Ex Alumnos (S.A. de Obligado) \| 2:1 \| Sarmiento Margarita \| \| 8 de diciembre \| Margarita \| Sarmiento Margarita \| 3:3 \| Ocampo Fábrica \| \| 13 de diciembre \| S.A. de Obligado \| Ex Alumnos (S.A. de Obligado) \| 1:1 \| Ocampo Fábrica \| \| 19 de diciembre \| Margarita \| Sarmiento Margarita \| 4:1 \| Ex Alumnos (S.A. de Obligado) \| \| 22 de diciembre \| Villa Ocampo \| Ocampo Fábrica \| 2:0 \| Sarmiento Margarita \| |                  |                               |           |                               |
| Fecha | Lugar            | Local                         | Resultado | Visitante                     |
| 27 de noviembre | Villa Ocampo     | Ocampo Fábrica                | 1:1       | Ex Alumnos (S.A. de Obligado) |
| 4 de diciembre | S.A. de Obligado | Ex Alumnos (S.A. de Obligado) | 2:1       | Sarmiento Margarita           |
| 8 de diciembre | Margarita        | Sarmiento Margarita           | 3:3       | Ocampo Fábrica                |
| 13 de diciembre | S.A. de Obligado | Ex Alumnos (S.A. de Obligado) | 1:1       | Ocampo Fábrica                |
| 19 de diciembre | Margarita        | Sarmiento Margarita           | 4:1       | Ex Alumnos (S.A. de Obligado) |
| 22 de diciembre | Villa Ocampo     | Ocampo Fábrica                | 2:0       | Sarmiento Margarita           |

### Zona B
| Equipo                   | Pts. | PJ | PG | PE | PP | GF | GC | DG |
| ------------------------ | ---- | -- | -- | -- | -- | -- | -- | -- |
| Ferro Dho                | 11   | 6  | 3  | 2  | 1  | 9  | 5  | 4  |
| Irigoyense               | 10   | 6  | 3  | 1  | 2  | 8  | 5  | 3  |
| Central Olímpico (Ceres) | 8    | 6  | 2  | 2  | 2  | 9  | 9  | 0  |
| Defensores de Peñaloza   | 4    | 6  | 1  | 1  | 4  | 5  | 12 | -7 |

| \| Fecha \| Lugar \| Local \| Resultado \| Visitante \| \| --------------- \| --------------- \| ------------------------ \| --------- \| ------------------------ \| \| 28 de noviembre \| San Cristóbal \| Ferro Dho \| 2:1 \| Central Olímpico (Ceres) \| \| 3 de diciembre \| Santa Fe \| Defensores de Peñaloza \| 0:1 \| Irigoyense \| \| 7 de diciembre \| San Cristóbal \| Ferro Dho \| 2:0 \| Irigoyense \| \| 7 de diciembre \| Ceres \| Central Olímpico (Ceres) \| 2:0 \| Defensores de Peñaloza \| \| 11 de diciembre \| Santa Fe \| Defensores de Peñaloza \| 0:0 \| Ferro Dho \| \| 11 de diciembre \| Pueblo Irigoyen \| Irigoyense \| 1:1 \| Central Olímpico (Ceres) \| \| 18 de diciembre \| Ceres \| Central Olímpico (Ceres) \| 1:1 \| Ferro Dho \| \| 18 de diciembre \| Pueblo Irigoyen \| Irigoyense \| 3:0 \| Defensores de Peñaloza \| \| 21 de diciembre \| Pueblo Irigoyen \| Irigoyense \| 2:0 \| Ferro Dho \| \| 21 de diciembre \| Santa Fe \| Defensores de Peñaloza \| 4:2 \| Central Olímpico (Ceres) \| \| 8 de enero \| San Cristóbal \| Ferro Dho \| 4:1 \| Defensores de Peñaloza \| \| 8 de enero \| Ceres \| Central Olímpico (Ceres) \| 2:1 \| Irigoyense \| |                 |                          |           |                          |
| Fecha | Lugar           | Local                    | Resultado | Visitante                |
| 28 de noviembre | San Cristóbal   | Ferro Dho                | 2:1       | Central Olímpico (Ceres) |
| 3 de diciembre | Santa Fe        | Defensores de Peñaloza   | 0:1       | Irigoyense               |
| 7 de diciembre | San Cristóbal   | Ferro Dho                | 2:0       | Irigoyense               |
| 7 de diciembre | Ceres           | Central Olímpico (Ceres) | 2:0       | Defensores de Peñaloza   |
| 11 de diciembre | Santa Fe        | Defensores de Peñaloza   | 0:0       | Ferro Dho                |
| 11 de diciembre | Pueblo Irigoyen | Irigoyense               | 1:1       | Central Olímpico (Ceres) |
| 18 de diciembre | Ceres           | Central Olímpico (Ceres) | 1:1       | Ferro Dho                |
| 18 de diciembre | Pueblo Irigoyen | Irigoyense               | 3:0       | Defensores de Peñaloza   |
| 21 de diciembre | Pueblo Irigoyen | Irigoyense               | 2:0       | Ferro Dho                |
| 21 de diciembre | Santa Fe        | Defensores de Peñaloza   | 4:2       | Central Olímpico (Ceres) |
| 8 de enero | San Cristóbal   | Ferro Dho                | 4:1       | Defensores de Peñaloza   |
| 8 de enero | Ceres           | Central Olímpico (Ceres) | 2:1       | Irigoyense               |

### Zona C
| Equipo                           | Pts. | PJ | PG | PE | PP | GF | GC | DG  |
| -------------------------------- | ---- | -- | -- | -- | -- | -- | -- | --- |
| Timbuense                        | 10   | 4  | 3  | 1  | 0  | 9  | 1  | 8   |
| Sportivo Bombal                  | 7    | 4  | 2  | 1  | 1  | 7  | 4  | 3   |
| San Lorenzo (Villa Constitución) | 0    | 4  | 0  | 0  | 4  | 1  | 12 | -11 |

| \| Fecha \| Lugar \| Local \| Resultado \| Visitante \| \| --------------- \| ------------------ \| ---------------- \| --------- \| ---------------- \| \| 30 de noviembre \| Villa Constitución \| San Lorenzo (VC) \| 0:1 \| Timbuense \| \| 4 de diciembre \| Timbúes \| Timbuense \| 1:1 \| Sportivo Bombal \| \| 7 de diciembre \| Villa Constitución \| San Lorenzo (VC) \| 0:1 \| Sportivo Bombal \| \| 11 de diciembre \| Timbúes \| Timbuense \| 5:0 \| San Lorenzo (VC) \| \| 14 de diciembre \| Bombal \| Sportivo Bombal \| 0:2 \| Timbuense \| \| 18 de diciembre \| Bombal \| Sportivo Bombal \| 5:1 \| San Lorenzo (VC) \| |                    |                  |           |                  |
| Fecha | Lugar              | Local            | Resultado | Visitante        |
| 30 de noviembre | Villa Constitución | San Lorenzo (VC) | 0:1       | Timbuense        |
| 4 de diciembre | Timbúes            | Timbuense        | 1:1       | Sportivo Bombal  |
| 7 de diciembre | Villa Constitución | San Lorenzo (VC) | 0:1       | Sportivo Bombal  |
| 11 de diciembre | Timbúes            | Timbuense        | 5:0       | San Lorenzo (VC) |
| 14 de diciembre | Bombal             | Sportivo Bombal  | 0:2       | Timbuense        |
| 18 de diciembre | Bombal             | Sportivo Bombal  | 5:1       | San Lorenzo (VC) |

### Zona D
| Equipo                        | Pts. | PJ | PG | PE | PP | GF | GC | DG |
| ----------------------------- | ---- | -- | -- | -- | -- | -- | -- | -- |
| Americano (Carlos Pellegrini) | 13   | 6  | 4  | 1  | 1  | 15 | 4  | 11 |
| Atlético Belgrano (CB)        | 7    | 5  | 2  | 1  | 2  | 9  | 13 | -4 |
| Estrella del Sur (Acebal)     | 6    | 4  | 2  | 0  | 2  | 5  | 7  | -2 |
| General San Martín (PGSM)     | 3    | 5  | 1  | 0  | 4  | 10 | 15 | -5 |

| \| Fecha \| Lugar \| Local \| Resultado \| Visitante \| \| ------------------ \| ----------------- \| ----------------------------- \| --------- \| ----------------------------- \| \| 4 de diciembre \| Puerto GSM \| General San Martín (PGSM) \| 1:3 \| Estrella del Sur (Acebal) \| \| 4 de diciembre \| Colonia Belgrano \| Atlético Belgrano (CB) \| 1:1 \| Americano (Carlos Pellegrini) \| \| 7 de diciembre \| Puerto GSM \| General San Martín (PGSM) \| 4:1 \| Atlético Belgrano (CB) \| \| 7 de diciembre \| Acebal \| Estrella del Sur (Acebal) \| 1:0 \| Americano (Carlos Pellegrini) \| \| 11 de diciembre \| Carlos Pellegrini \| Americano (Carlos Pellegrini) \| 6:2 \| General San Martín (PGSM) \| \| 11 de diciembre \| Colonia Belgrano \| Atlético Belgrano (CB) \| 3:1 \| Estrella del Sur (Acebal) \| \| Sin confirmar[n 1] \| Acebal \| Estrella del Sur (Acebal) \| -:- \| General San Martín (PGSM) \| \| 15 de diciembre \| Carlos Pellegrini \| Americano (Carlos Pellegrini) \| 4:0 \| Atlético Belgrano (CB) \| \| 18 de diciembre \| Colonia Belgrano \| Atlético Belgrano (CB) \| 4:3 \| General San Martín (PGSM) \| \| 23 de diciembre \| Carlos Pellegrini \| Americano (Carlos Pellegrini) \| 3:0 \| Estrella del Sur (Acebal) \| \| Sin confirmar[n 2] \| Puerto GSM \| General San Martín (PGSM) \| 0:1 \| Americano (Carlos Pellegrini) \| \| Sin confirmar[n 3] \| Acebal \| Estrella del Sur (Acebal) \| -:- \| Atlético Belgrano (CB) \| |                   |                               |           |                               |
| Fecha | Lugar             | Local                         | Resultado | Visitante                     |
| 4 de diciembre | Puerto GSM        | General San Martín (PGSM)     | 1:3       | Estrella del Sur (Acebal)     |
| 4 de diciembre | Colonia Belgrano  | Atlético Belgrano (CB)        | 1:1       | Americano (Carlos Pellegrini) |
| 7 de diciembre | Puerto GSM        | General San Martín (PGSM)     | 4:1       | Atlético Belgrano (CB)        |
| 7 de diciembre | Acebal            | Estrella del Sur (Acebal)     | 1:0       | Americano (Carlos Pellegrini) |
| 11 de diciembre | Carlos Pellegrini | Americano (Carlos Pellegrini) | 6:2       | General San Martín (PGSM)     |
| 11 de diciembre | Colonia Belgrano  | Atlético Belgrano (CB)        | 3:1       | Estrella del Sur (Acebal)     |
| Sin confirmar | Acebal            | Estrella del Sur (Acebal)     | -:-       | General San Martín (PGSM)     |
| 15 de diciembre | Carlos Pellegrini | Americano (Carlos Pellegrini) | 4:0       | Atlético Belgrano (CB)        |
| 18 de diciembre | Colonia Belgrano  | Atlético Belgrano (CB)        | 4:3       | General San Martín (PGSM)     |
| 23 de diciembre | Carlos Pellegrini | Americano (Carlos Pellegrini) | 3:0       | Estrella del Sur (Acebal)     |
| Sin confirmar | Puerto GSM        | General San Martín (PGSM)     | 0:1       | Americano (Carlos Pellegrini) |
| Sin confirmar | Acebal            | Estrella del Sur (Acebal)     | -:-       | Atlético Belgrano (CB)        |

## Fase final

### Cuadro de desarrollo
|  | Semifinales       | Semifinales       | Semifinales       | Semifinales       |   |                | Final             | Final             | Final             | Final             |  |
|  | 15 al 27 de enero | 15 al 27 de enero | 15 al 27 de enero | 15 al 27 de enero |   |                | 3 y 10 de febrero | 3 y 10 de febrero | 3 y 10 de febrero | 3 y 10 de febrero |  |
|  |                   |                   |                   |                   |   |                |                   |                   |                   |                   |  |
|  |                   |                   |                   |                   |   |                |                   |                   |                   |                   |  |
|  | Ferro Dho         | 1                 | 1                 | 2                 |   |                |                   |                   |                   |                   |  |
|  | Ferro Dho         | 1                 | 1                 | 2                 |   |                |                   |                   |                   |                   |  |
|  | Ocampo Fábrica    | 3                 | 3                 | 6                 |   |                |                   |                   |                   |                   |  |
|  | Ocampo Fábrica    | 3                 | 3                 | 6                 |   | Americano (CP) | 1                 | 2                 | 3                 |                   |  |
|  |                   |                   |                   |                   |   | Americano (CP) | 1                 | 2                 | 3                 |                   |  |
|  |                   |                   | Ocampo Fábrica    | 0                 | 0 | 0              |                   |                   |                   |                   |  |
|  | Americano (CP)    | 1                 | Ocampo Fábrica    | 0                 | 0 | 0              | 1                 | 2                 |                   |                   |  |
|  | Americano (CP)    | 1                 |                   |                   |   |                | 1                 | 2                 |                   |                   |  |
|  | Timbuense         | 0                 | 1                 | 1                 |   |                |                   |                   |                   |                   |  |
|  | Timbuense         | 0                 | 1                 | 1                 |   |                |                   |                   |                   |                   |  |
|  |                   |                   |                   |                   |   |                |                   |                   |                   |                   |  |

- Nota: En cada llave, el equipo que ocupa la primera línea es el que define la serie como local.

### Semifinales
| Fechas           | Local en la ida | Global | Local en la vuelta            | Ida | Vuelta |
| ---------------- | --------------- | ------ | ----------------------------- | --- | ------ |
| 15 y 27 de enero | Ocampo Fábrica  | 6:2    | Ferro Dho                     | 3:1 | 3:1    |
| 15 y 22 de enero | Timbuense       | 1:2    | Americano (Carlos Pellegrini) | 0:1 | 1:1    |

### Final
| Fechas            | Local en la ida | Global | Local en la vuelta            | Ida | Vuelta |
| ----------------- | --------------- | ------ | ----------------------------- | --- | ------ |
| 3 y 10 de febrero | Ocampo Fábrica  | 0:3    | Americano (Carlos Pellegrini) | 0:1 | 0:2    |

|                                                  |
|                                                  |
| Campeón Americano (Carlos Pellegrini) 2.º título |